# Amulung
Amulung est une municipalité de la province de Cagayan, aux Philippines.

## Barangays
Amulung compte 47 barangays.
| - Abolo - Agguirit - Alitungtung - Annabuculan - Annafatan - Anquiray - Babayuan - Baccuit - Bacring - Baculud - Balauini - Bauan - Bayabat - Calamagui - Calintaan - Caratacat | - Casingsingan Norte - Casingsingan Sur - Catarauan - Centro - Concepcion - Cordova - Dadda - Dafunganay - Dugayung - Estefania - Gabut - Gangauan - Goran - Jurisdiccion - La Suerte - Logung | - Magogod - Manalo - Marobbob - Masical - Monte Alegre - Nabbialan - Nagsabaran - Nangalasauan - Nanuccauan - Pacac-Grande - Pacac-Pequeño - Palacu - Palayag - Tana - Unag |